# Charlotte Wolff
Charlotte Wolff (Riesenburg, 30 settembre 1897 – Londra, 2 settembre 1986) è stata una psicologa e sessuologa tedesca.

## Biografia
Laureatasi in medicina e filosofia, lascia la Prussia e si trasferisce a Berlino, dove porta a termine il suo dottorato di ricerca e lavora come medico. Nel maggio 1933 fugge dalla Germania per scampare alle persecuzioni naziste.
Lavora anche nel reparto maternità della clinica Rudolph Virchow dove s'interessa alle problematiche delle donne delle classi sociali più povere e disagiate.
Charlotte Wolff nel 1971 pubblica Amore tra donne, il primo studio del lesbismo che utilizzi come oggetto della ricerca donne normali e non portatrici di patologie psichiatriche varie. A lei dobbiamo lo sdoganamento del termine lesbismo per definire quelle donne che preferiscono a livello emozionale, affettivo e sessuale le relazioni con altre donne.
La Wolff, nel saggio, cambia atteggiamento rispetto agli interessi che l'argomento omosessualità riscuoteva in quei tempi nella stampa popolare ed in quella culturale. Spostando l'attenzione, che sino ad allora era concentrata soprattutto sull'omosessualità maschile, a quella femminile.
Estratto della prefazione del libro 
"È stato scritto nella convinzione che fosse necessario un nuovo e franco approccio per trattare un argomento che tocca la società nel suo insieme e la donna in particolare. Quest'opera è basata sui risultati di una recente ricerca sulla omosessualità femminile, ma rispecchia anche il mio interesse per questo problema di cui mi sono occupata durante i venti anni in cui ho esercitato la professione di psichiatra. [...] Il mio metodo di ricerca consisteva nell'intervistare in profondità le persone interessate e nel chiedere loro di rispondere esaurientemente alle domande. Il questionario principale, contenente novanta domande, venne distribuito sia a soggetti lesbici che a soggetti "normali". Un susseguente questionario, concernente unicamente reazioni sessuali, è stato fornito al solo gruppo delle lesbiche."